# سوزان بسنت
سوزان بسنت (متولد ۱۹۴۵) نظریه‌پرداز در علم ترجمه و کارشناس ادبیات تطبیقی است. او به مدت ده سال مدیر اجرایی دانشگاه واریک بود و در مرکز ترجمه و مطالعات فرهنگی تطبیقی آن تدریس می‌کرد که در سال ۲۰۰۹ این بخش تعطیل شد.
او که در کشورهای مختلفی در اروپا تحصیل کرده بود، پیش از رفتن به دانشگاه واریک که هم‌اکنون در آن مشغول تدریس ادبیات تطبیقی می‌باشد، در ایتالیا شروع به کار کرد و سخنرانیهای مختلفی در دانشگاه‌های ایالات متحده آمریکا انجام داد.
کلایو بارکر، شریک (به انگلیسی: Partner) قدیمی بسنت که دانش‌آموخته مطالعات تئاتر از وارویک بود در سال ۲۰۰۵ درگذشت. در سال ۲۰۰۷ بسنت به عنوان عضو در انجمن سلطنتی ادبیات برگزیده شد.